# Maria Magdalena Dumitrache
Maria Magdalena Dumitrache (3 maggio 1977) è un'ex canottiera rumena.

## Palmarès

### Olimpiadi
- 1 medaglia:
  - 1 oro (Atene 2004 nell'otto)

### Mondiali
- 2 medaglie:
  - 2 ori (Colonia 1998 nell'otto; St. Catharines 1999 nell'otto)